# Gouvernorat de Kafr el-Cheik
Le gouvernorat de Kafr el-Cheik est un gouvernorat de l'Égypte. Il se situe dans le nord du pays, sur le delta du Nil. Sa capitale est Kafr el-Cheik.

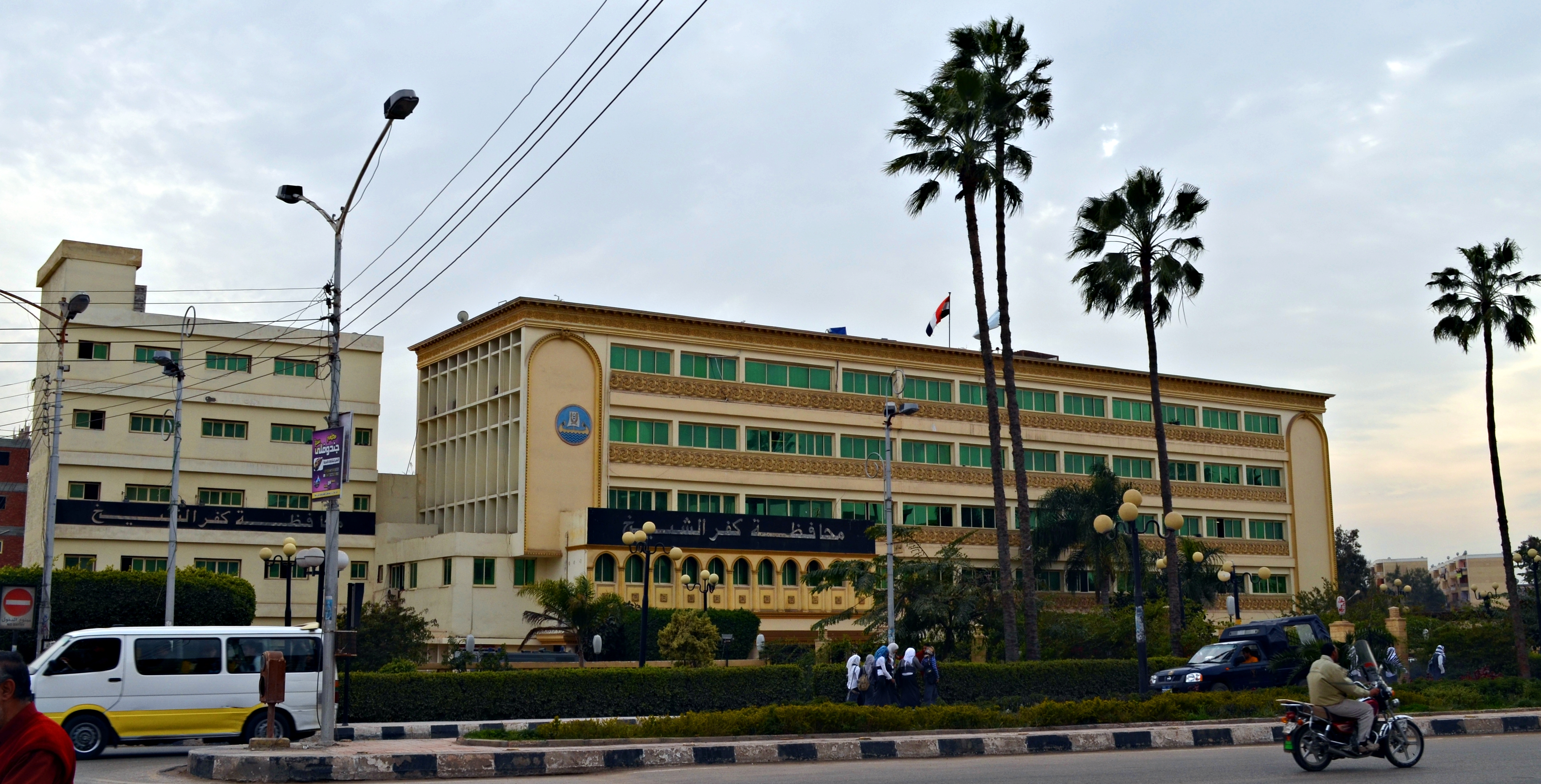